# Ousanas
Ousanas (320 circa) è stato un re di Axum.

## Biografia
S. C. Munro-Hay crede che sia "molto probabile" che Ousanas sia il re da cui furono portati Edesio e Frumenzio. Questo re, nella tradizione etiope, viene chiamato "Ella Allada" o Ella Amida. "Ella Amida" sarebbe stato quindi il suo nome da re, nonostante "Ousanas" sia il nome con cui appare sulle monete. Se la sua identificazione fosse corretta, allora sarebbe stato durante il suo regno che il Cristianesimo sarebbe stato introdotto ad Axum e nelle comunità circostanti.
W.R.O. Hahn, in uno studio pubblicato nel 1983, lo identifica con Sembrouthes, noto solo per un'iscrizione ritrovata a Daqqi Mahari nell'odierna Eritrea. Se fosse corretto, questo garantirebbe ad Ousanas un regno di almeno 27 anni.
Le monete col nome di questo re furono trovate alla fine degli anni novanta in alcuni siti archeologici indiani.